# بلدية ياونبيلس
بلدية ياونبيلس هي بلدية في لاتفيا، بلغ عدد سكانها 2٬280  نسمة، في 2017، عاصمتها Jaunpils ‏.

## معرض صور

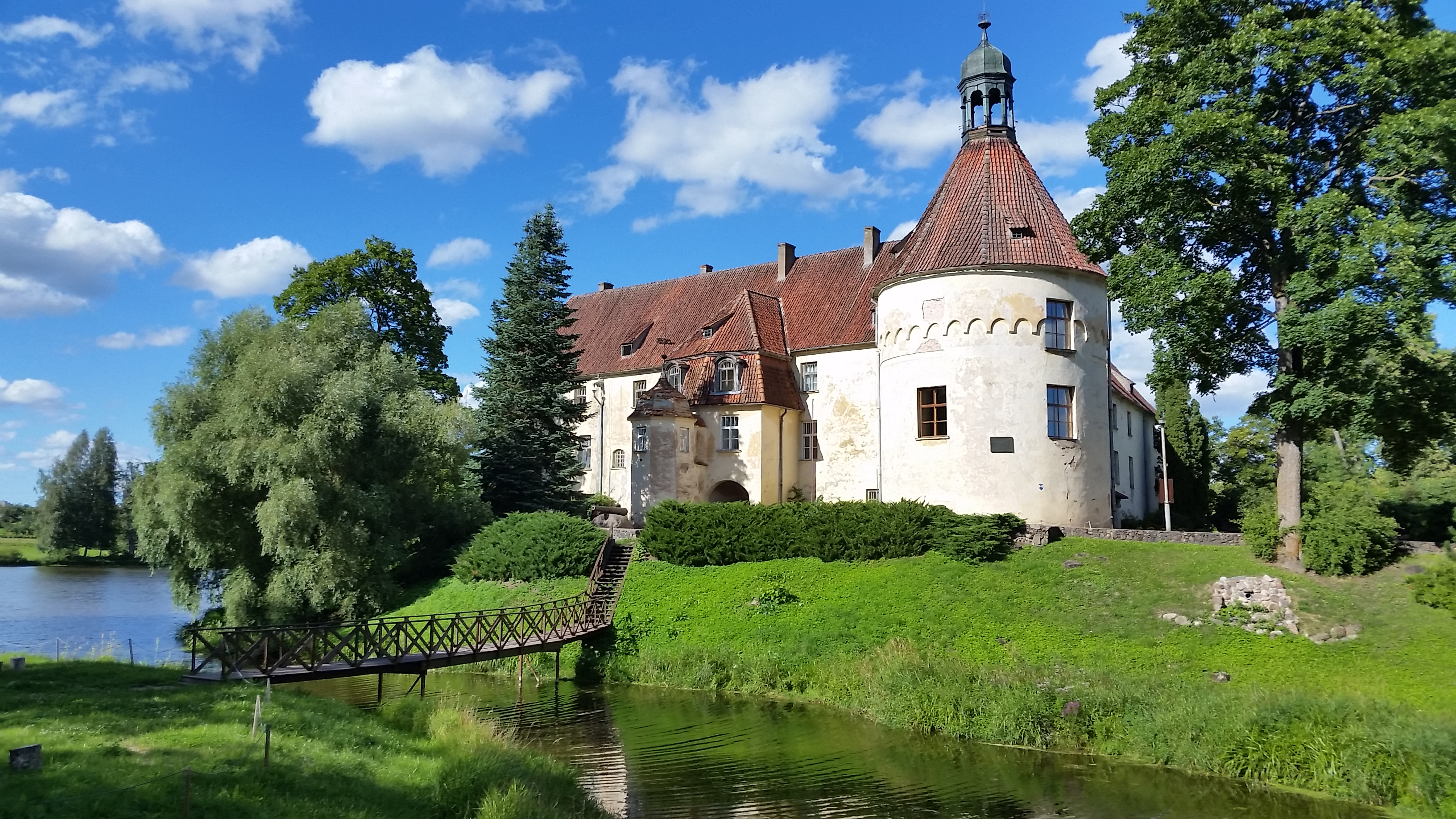
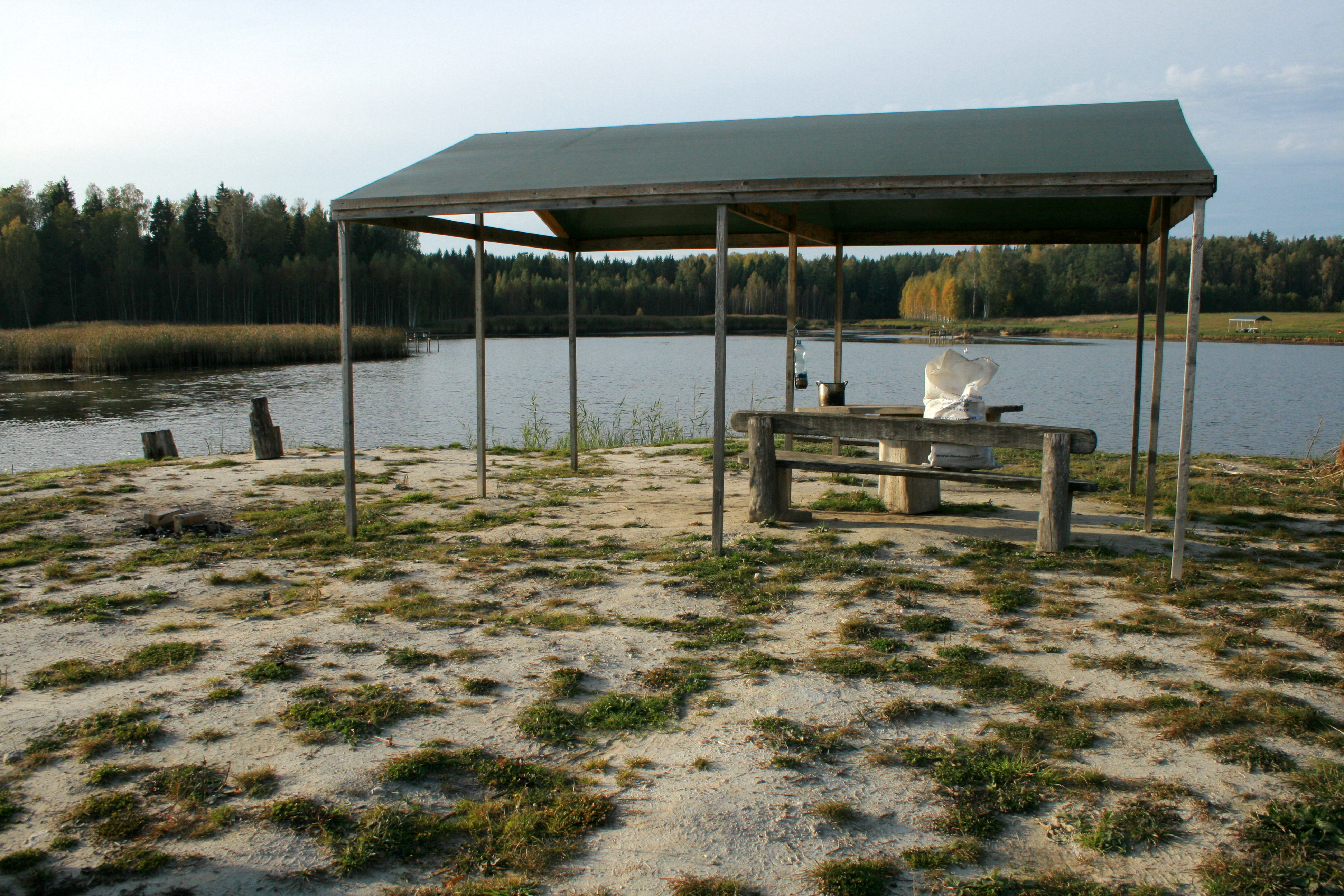
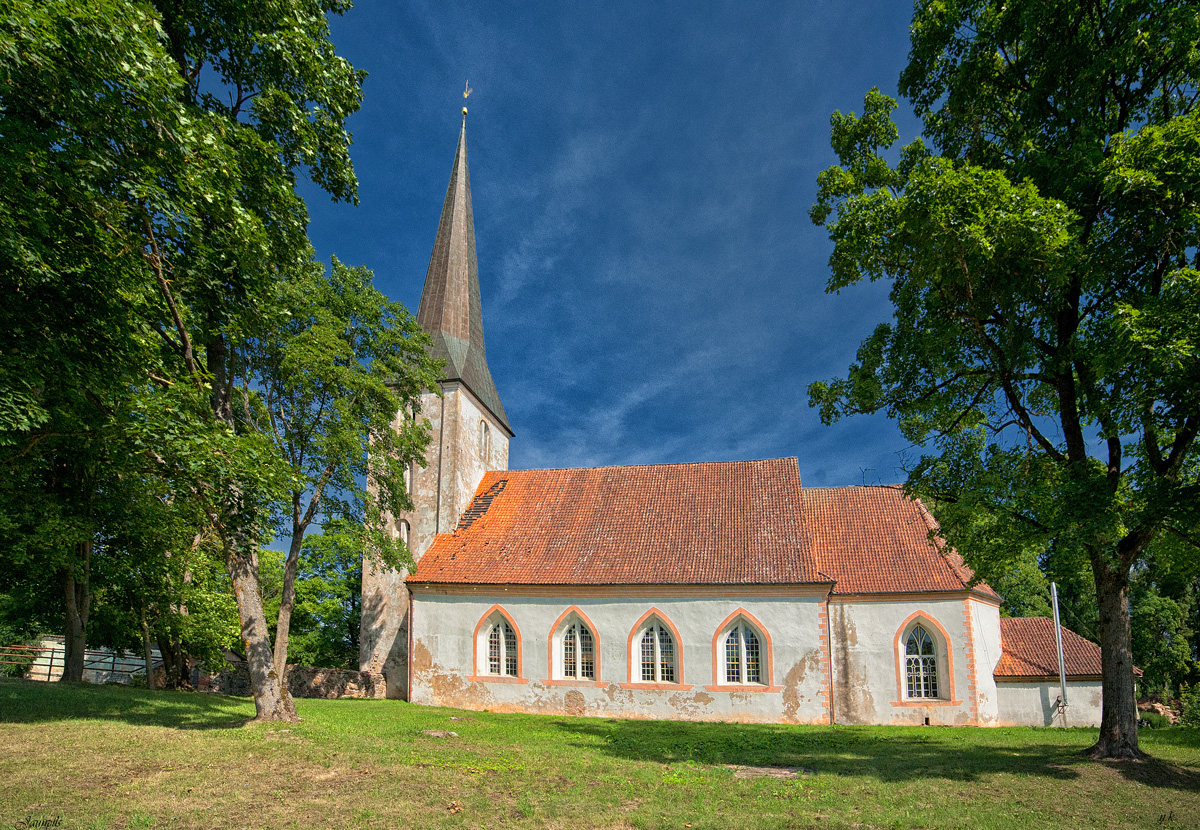

## الموقع
تشترك في الحدود مع:
- بلدية كاندافا  [لغات أخرى]‏
- بلدية دوبيل
- بلدية توكومز
- بلدية بروتشني  [لغات أخرى]‏.

## التقسيمات الإدارية
- Jaunpils Parish [الإنجليزية]‏
- Viesati Parish [الإنجليزية]‏.